# Lantana rugosa
Lantana rugosa là một loài thực vật có hoa trong họ Cỏ roi ngựa. Loài này được Thunb. mô tả khoa học đầu tiên năm 1800.